# Roland Garrigues

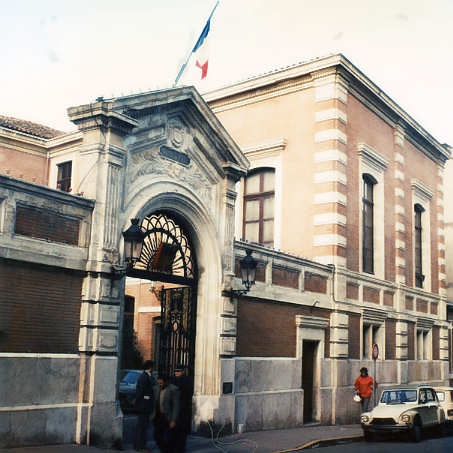
Het stadhuis van Montauban

Roland Garrigues (Montauban, 1 januari 1953) is een Frans politicus van de Parti Socialiste.
Garrigues werd in 1983 eerste schepen of wethouder (premier adjoint) onder socialistisch burgemeester Hubert Gouze. In september 1994 werd hij burgemeester van Montauban. Hij volgde Gouze op als burgemeester nadat die op 20 augustus overleden was. Hij won de volgende gemeenteraadsverkiezingen en bleef burgemeester tot 2001. Toen won de rechtse UMP en werd Brigitte Barèges de nieuwe burgemeester van Montauban.
Tussen 1997 en 2002 zetelde Garrigues in de Assemblée nationale voor Tarn-et-Garonne.
Na de gemeenteraadsverkiezingen van 2014, waarin burgemeester Barèges herkozen werd, trok hij zich terug uit de actieve politiek.